# White Horse (New Jersey)
White Horse est une census-designated place située dans le comté de Mercer, dans l’État du New Jersey, aux États-Unis. Lors du recensement de 2020, elle compte 9 791 habitants.